# Cosmas en Damianuskapel

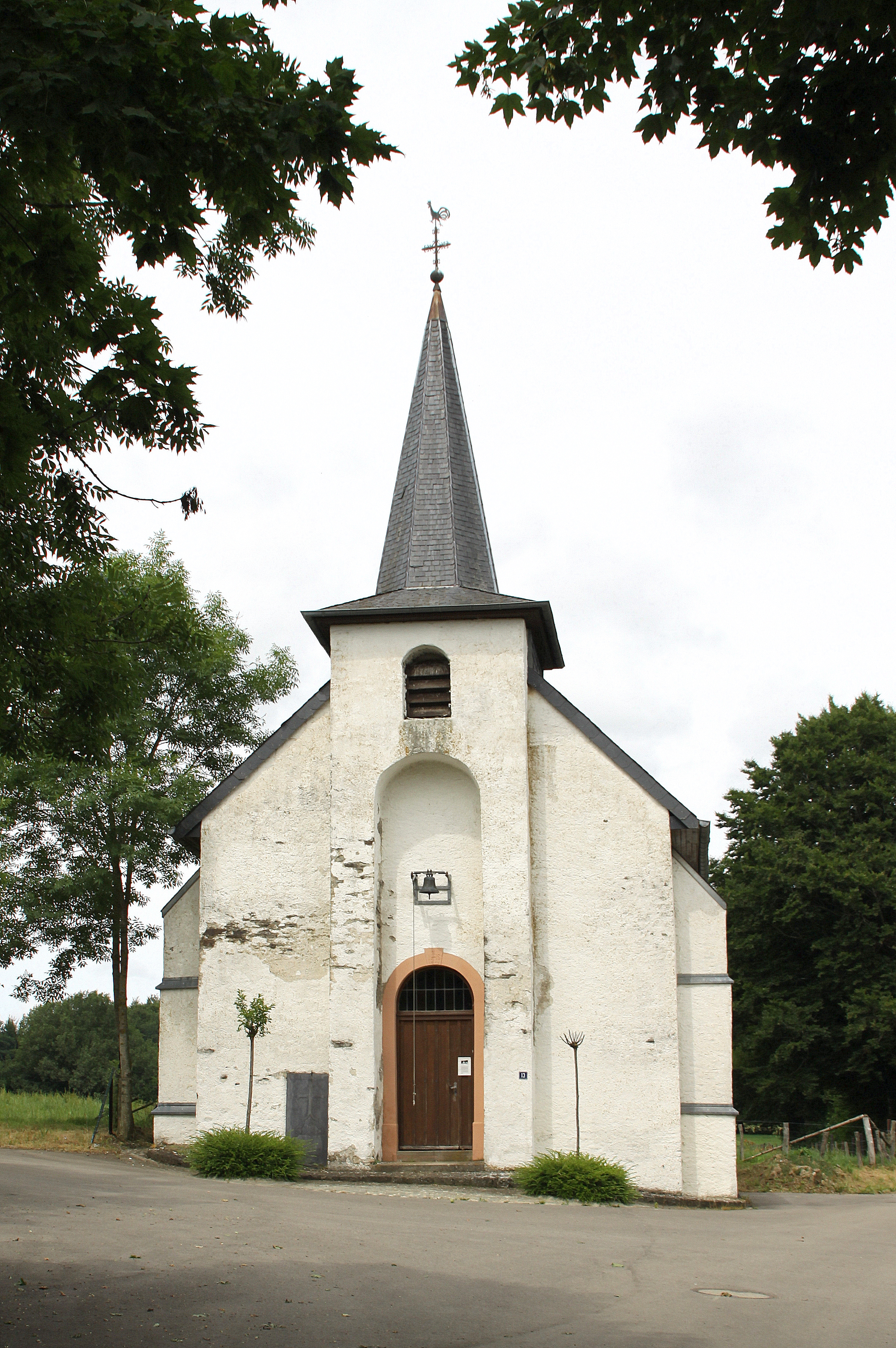
Cosmas en Damianuskapel

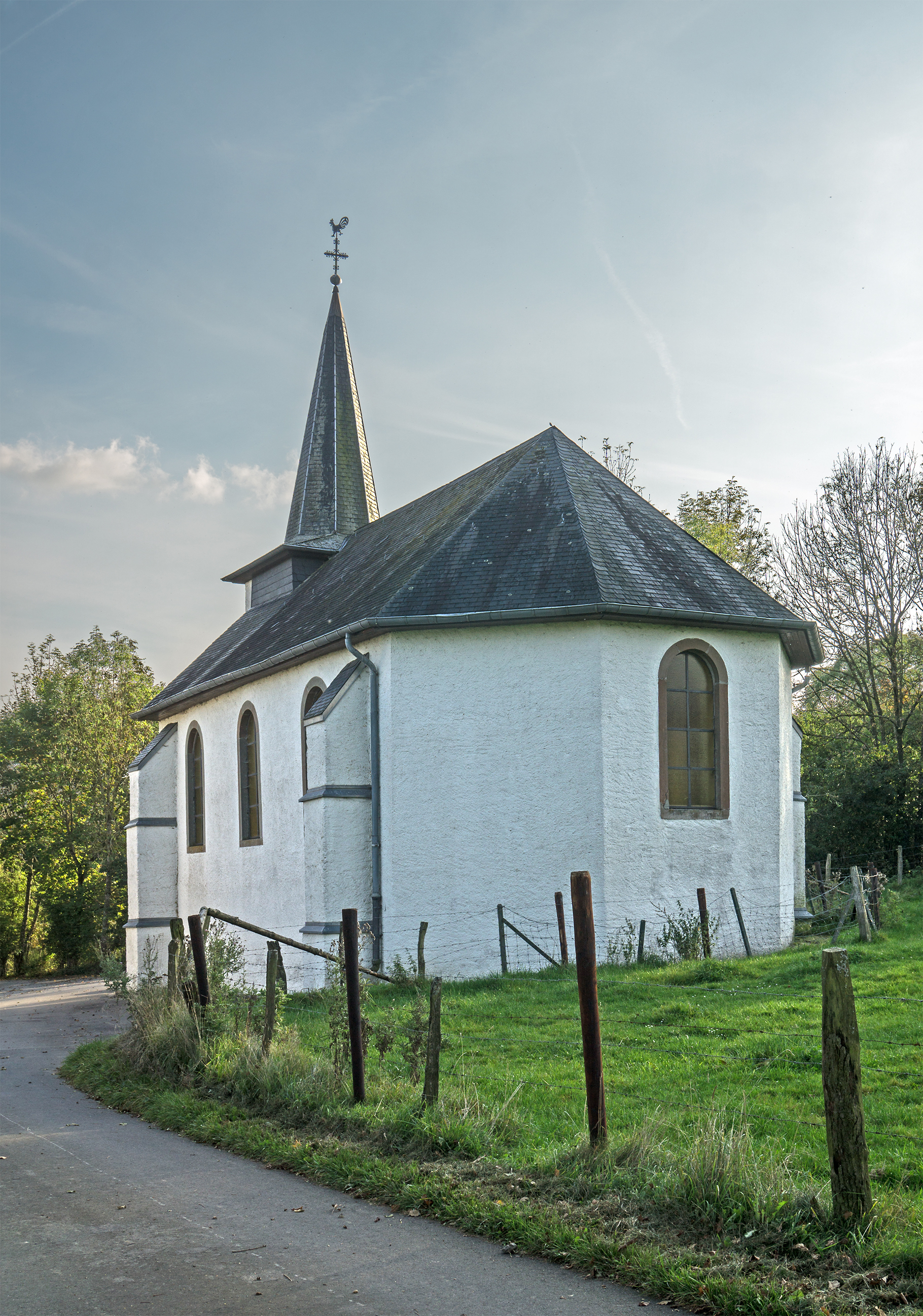

De Cosmas en Damianuskapel is een betreedbare kapel in Goedange in de gemeente Troisvierges in Luxemburg. Het gebouw staat aan de zijweg Am Duarref van de CR336.
De kapel is gewijd aan Cosmas en Damianus.

## Geschiedenis
In 1860 werd de kerk gebouwd.

## Opbouw
Het niet-georiënteerde kerkgebouw staat met het altaar naar het noorden gebouwd. Het gebouw bestaat uit een ingebouwde toren, een schip met drie traveeën en een driezijdige koorsluiting. De toren komt met zijn basis tot de noklijn van het schip en wordt gedekt door een ingesnoerde torenspits. Het schip heeft aan beide zijden twee steunberen en is voorzien van rondboogvensters.